# 하치모리역
하치모리역(일본어: 八森駅)은 일본 아키타현 야마모토군 핫포정에 위치한 동일본 여객철도 고노 선의 철도역이다. 단선 승강장 1면 1선의 구조를 갖춘 지상역이다.

## 역 주변
- 하치모리 우체국

## 역사
- 1926년
  - 4월 26일 : 일본 철도성의 쓰바키역으로서 야마모토 군 하치모리 촌에 개업. 쓰바키 기관고 주박소 설치.
  - 11월 24일 : 쓰바키 기관고 주박소 폐지.
- 1959년 11월 1일 : 하치모리역으로 폐지.
- 1983년 4월 1일 : 전용선 발착의 차급 화물 설정 폐지.
- 1984년 7월 12일 : 합리화에 의해, 간이위탁역으로 되다.
- 1985년 : 역사 신축, 하치모리 정 상공회관 병설로 하다.
- 1987년 4월 1일 : 일본국유철도 분할 민영화에 의해, 동일본 여객철도가 승계.
- 1990년경 : 간이 위탁 해제, 무인화.
- 2002년 : 도호쿠의 역 백선으로 지정됨.
- 2003년 4월 1일 : 이와다테역 관리로부터 노시로역 관리로 변경됨.

## 인접 역
| 동일본 여객철도 고노 선          | 동일본 여객철도 고노 선 | 동일본 여객철도 고노 선 |
| -------------------------------- | ----------------------- | ----------------------- |
| 히가시하치모리 히가시노시로 방면 | 고노 선                 | 다키노마 가와베 방면    |